# Konradswiese
Konradswiese ist ein Gemeindeteil der Stadt Goldkronach im Landkreis Bayreuth (Oberfranken, Bayern). Konradswiese liegt in der Gemarkung Nemmersdorf.

## Geografie
Von der Einöde ist nur noch das Nebengebäude erhalten. Dieses liegt am Seelohbach und an der Nemmersdorfer Ortsstraße Am Schloßbruck. Diese führt einen halben Kilometer westlich zum Ortskern von Nemmersdorf.

## Geschichte
Konradswiese gehörte zur Realgemeinde Nemmersdorf. Gegen Ende des 18. Jahrhunderts bestand Nemmersdorf aus einem Anwesen. Die Hochgerichtsbarkeit stand dem bayreuthischen Stadtvogteiamt Goldkronach zu. Die bayreuthische Amtsverwaltung Nemmersdorf war Grundherr des Söldengutes.
Von 1797 bis 1810 unterstand Konradswiese dem Justiz- und Kammeramt Gefrees. Infolge des Ersten Gemeindeedikts wurde Konradswiese dem 1812 gebildeten Steuerdistrikt Nemmersdorf und der zugleich entstandenen Ruralgemeinde Nemmersdorf zugewiesen. Im Zuge der Gebietsreform in Bayern wurde Konradswiese am 1. Juli 1972 nach Goldkronach eingemeindet.

### Einwohnerentwicklung
| Jahr      | 001818 | 001861 | 001871 | 001885 | 001900 | 001925 | 001950 | 001961 | 001970 | 001987 |
| Einwohner | 8      | 8      | 8      | 12     | 7      | 8      | 3      | 7      | 5      | 5      |
| Häuser    | 1      |        |        | 1      | 2      | 2      | 1      | 1      |        | 1      |
| Quelle    | [ 6 ]  | [ 9 ]  | [ 10 ] | [ 11 ] | [ 12 ] | [ 13 ] | [ 14 ] | [ 15 ] | [ 16 ] | [ 1 ]  |

## Religion
Konradswiese ist evangelisch-lutherisch geprägt und bis heute nach Nemmersdorf gepfarrt.